# Les Rivières souterraines
 (octobre 2012).
Les Rivières souterraines est un livre de Pierre Barouh publié en 2012 aux éditions À vos pages.

## Résumé
L'auteur fait part de son expérience dans la chanson (auteur-compositeur) et le cinéma, le tout illustré par les paroles de ses chansons et des photos. Il a voyagé au Québec, au Brésil, au Japon... Ses parents étaient juifs turcs émigrés à Levallois-Perret et il a porté l'étoile jaune à 6 ans. Il épouse une Japonaise et vit en partie au Japon. Ses chansons sont un regard cinglant sur la vie moderne et il y rend hommage au sport, notamment le rugby. Claude Lelouch a fait un film sur ses chansons en Camargue.